# 法拉本多·马蒂民族解放阵线

1990年前的旗帜

法拉本多·马蒂民族解放阵线（西班牙語：Frente Farabundo Martí para la Liberación Nacional，缩写为FMLN）是萨尔瓦多的一个左翼政党，得名于萨尔瓦多共产党前领导人法拉本多·马蒂。
1980年10月10日，5个左翼游击队组织（法拉本多·马蒂人民解放力量、人民革命军、全国抵抗、萨尔瓦多共产党和中美洲工人革命党—萨尔瓦多）建立法拉本多·马蒂民族解放阵线，作为他们的政治军事联盟。
1992年，法拉本多·马蒂民族解放阵线与民族主义共和联盟领导的政府签署停战协议，改组为一个合法政党。
1994年—2004年，法拉本多·马蒂民族解放阵线的候选人参加了三次萨尔瓦多总统选举，但均未成功。
2009年3月15日，该党候选人毛里西奥·富内斯在2009年萨尔瓦多总统选举中击败执政党民族主义共和联盟候选人罗德里戈·阿维拉，成为第65任萨尔瓦多总统，並終止民族主义共和联盟1989年以來20年執政。
2014年萨尔瓦多总统选举由該黨候选人萨尔瓦多·桑切斯·塞伦副總統贏得大選，成为第66任總統，持續執政至2019年。